# Hanns Joosten
Hanns Joosten (* 4. Januar 1961 in Haarlem, Niederlande) ist ein niederländischer Fotograf, der in Berlin lebt und arbeitet.

## Leben
Sein Studium der Fotografie und des audiovisuellen Designs absolvierte er an der Akademie voor Kunst en Vormgeving St. Joost, Breda, Niederlande. Danach lebte und arbeitete er in Berlin, Paris, Vallby und London. Er ist seit 1984 international als freischaffender Fotograf und filmisch tätig.

## Motive und Lehrtätigkeiten
Joosten inszenierte und fotografierte u. a. Andreas Homoki, Barrie Kosky, Kirill Petrenko, Hans Neuenfels, Benedikt von Peter, Stella Doufexis, Jochen Kowalski, Jörg Thadeusz, Dieter Nuhr, Tita von Hardenberg, Max Moor, Mitri Sirin, Sasha Waltz, Paul Kalkbrenner, Max Raabe, Enie van de Meiklokjes, Anja Caspary, Sascha Hingst, Astrid Frohloff, Felix Klare, Juliane Köhler, Dieter Mann und Irm Hermann.
Seit 2000 hatte er Lehrtätigkeiten und hielt Vorträge und Workshops u. a. an der Universität der Künste Berlin, Universidad Austral de Chile, Academie van Bouwkunst Amsterdam und der Modeschule der Stadt Wien im Schloss Hetzendorf. Zur Zeit lehrt er an der Kunsthochschule Berlin-Weißensee und der TU Dresden.

## Ausstellungen (Auswahl)
- ON AIR! Porträts von Fernseh- und Radiomoderatoren in ihrer Umgebung. Rundfunk Berlin Brandenburg (RBB), Berlin
- OFF AIR!, 2. Europäische Monat der Fotografie, Fernseh- und Radiomoderatoren in ihrer Umgebung. Rundfunk Berlin Brandenburg (RBB), Berlin[3][4]

## Audiovisuelle Ausstellungen (Auswahl)
- Mensch², ein Hör- und Sehspielensemble für 50 Stimmen, Fotoinstallation in Verbund mit Tonkomposition von Robert Jacoben, Staatstheater Freiburg[5]

## Bücher (Auswahl)
- Immergrün: Heerenschürli; eine Sportanlage für Zürich. Düring AG. Essays von Hubertus Adam, Fotos Hanns Joosten, Niggli-Verlag, Sulgen/Zürich 2011, ISBN 978-3-7212-0776-7.
- Landesgartenschau Oschatz 2006 GmbH (Hrsg.): Oschatz Landesgartenschau 2006. Fotos: Hanns Joosten, L-und-H-Verlag, Berlin 2006, ISBN 3-939629-03-0.
- Büro Kiefer Landschaftsarchitektur (Hrsg.): Rekombinationen = Recombinations. Autor: Thies Schröder. Fotos: Hanns Joosten, Übersetzt von Michael Robinson (deutsch/englisch), Ulmer, Stuttgart 2005, ISBN 3-8001-4456-5.
- Thomas Krüger (Hrsg.): Die bewegte Stadt: Berlin am Ende der Neunziger. Mit Fotografien von Hanns Joosten, FAB-Verlag, Berlin 1998, ISBN 3-927551-57-0.